# Kamenistý potok (přítok Belé)
Kamenistý potok je potok na horním Liptově, v Západních Tatrách. Je to pravostranný přítok Belé a měří 7,6 km. Pramení v Západních Tatrách, v části Liptovské Tatry, pod Pyšným sedlem v nadmořské výšce cca 1760 m. V jeho pramenné oblasti se nachází ledovcová Kamenisté oká. Jihojihovýchodním směrem protéká přes Kamenistou dolinu, v horní části doliny přibírá několik krátkých přítoků. Na dolním toku vstupuje do Liptovské kotliny, stáčí se více na jih a jižně od osady Podbanské se v nadmořské výšce 984 m vlévá do Belé.